# Svartöstans Intresseförening
Svartöstans Intresseförening är en sammanslutning för boende i Svartöstaden i Luleå, och som har till uppgift att tillvarata stadsdelens intressen. Detta rör sig mellan allt från hård kamp mot skolnedläggningar till att ordna korvgrillning på valborgsmässoafton.
Årets höjdpunkt är Svartöstadsdagen, lördagen efter skolavslutningen, en 20-årig tradition som innehåller musik och andra uppträdanden, loppis och skoj för gammal som ung. 
Föreningens lokaler finns i det lokala Folkets Hus, kallat "Blackis".